# Becske
Becske è un comune dell'Ungheria di 626 abitanti (dati 2001). È situato nella contea di Nógrád.